# Spelaeophryne methneri
Spelaeophryne methneri es una especie de anfibio anuro de la familia Brevicipitidae y única representante del género Spelaeophryne.

## Distribución geográfica y hábitat
Es endémica del arco montañoso Oriental: Montañas Uluguru y Udzungwa (Tanzania) y los montes Taita (Kenia). Su rango altitudinal oscila hasta un máximo de 1600 m s. n. m..